# Aleksandr Aleksandrovič Volkov (regista)
Aleksandr Aleksandrovič Volkov (in russo Александр Александрович Волков?; Mosca, 27 dicembre 1865 – Roma, 22 marzo 1942) è stato un regista cinematografico russo.

## Filmografia parziale

### Regista
- Beglec (1914)
- Pljaska smerti (1916)
- Zelyonyy pauk (1916)
- Konkurs krasoty (1918)
- Otec Sergij, coregia con Jakov Protazanov (1918)
- Ljudi gibnut za metall (1919)
- V dni bor'by (1920)
- Kean (1924)
- Casanova (1927)
- Amore imperiale (1941)